# Brink (computerspel)
Brink is een first-person shooter ontwikkeld door Splash Damage die werd uitgebracht in 2011.

## Verhaal
In de wereld van Brink vechten twee facties het uit op de utopische stad genaamd The Ark. Met facties worden de Security en de Resistance bedoeld. De Security is ingeschakeld om de orde te handhaven op de Ark. Er zijn weinig levensbronnen over en beide facties strijden over de laatste beetjes. De Resistance is gecreëerd door Brother Joseph Chen, de leider van de Resistance. De Resistance kwam tot stand toen zij geen thuis meer hadden en naar de Ark vluchtten. Ze wilden de levensbronnen delen, maar de oprichters hadden daar kennelijk problemen mee. Ze schakelden de Security in. Zij staan onder leiding van Captain Mokoena. Het doel van de Resistance is om van de Ark te ontsnappen. Hier steekt de Security een stokje voor. Beide facties vechten het uit, wat dodelijke gevolgen heeft.

## Gameplay
Brink is een first-person shooter gebouwd rond een verhaal waarin ofwel 8 spelers online kunnen spelen of één speler tegen de computer. Spelers kunnen zelf personages maken en uitrusting kopen met ervaringspunten die ze winnen door doelen te voltooien. Brink gebruikt het SMART-systeem ("Smooth Movement Across Random Terrain") van Splash Damage, waardoor spelers door obstakels kunnen manoeuvreren zonder ingewikkelde invoer. Dit is mogelijk door hun positie te analyseren en vast te stellen wat de speler wil doen. Brink bevat ook Challenges, waardoor zij upgrades kunnen verdienen door deze te voltooien. Challenges vallen onder door een Maintenance Bot te vervoeren naar de aangegeven locatie terwijl deze onder vuur is. Een andere Challenge is om objectieven te voltooien door bommen te plaatsen, pompen te repareren en om bepaalde data te vervoeren aan de aangegeven locatie. Door deze challenges te voltooien kan men upgrades verdienen. Ze kunnen dan bijvoorbeeld een geluiddemper op hun wapen plaatsen, of grotere magazijnen toevoegen en andere accessoires. Brink is zeer uitgebreid als het aankomt op customization.

## Ontvangst
| Beoordeeld door                         | Jaar | Platform | Score |
| --------------------------------------- | ---- | -------- | ----- |
| Tap-Repeatedly/Four Fat Chicks          | 2011 | Windows  | 100%  |
| CanardPC                                | 2011 | Windows  | 90%   |
| AusGamers                               | 2011 | Windows  | 82%   |
| Gamereactor (Denemarken)                | 2011 | Xbox 360 | 80%   |
| GameStar (Duitsland)                    | 2011 | Windows  | 77%   |
| Gamereactor (Zweden)                    | 2011 | Xbox 360 | 70%   |
| allaboutgames.co.uk                     | 2011 | Windows  | 70%   |
| MMGN                                    | 2011 | Xbox 360 | 70%   |
| GNT - Generation Nouvelles Technologies | 2011 | Xbox 360 | 70%   |
| We Got This Covered                     | 2011 | Windows  | 60%   |